# Alfred Merz
Alfred Merz (Perchtoldsdorf, 24 gennaio 1880 – Buenos Aires, 16 agosto 1925) è stato un oceanografo ed esploratore austriaco.

## Biografia
Laureatosi in storia e geografia all'Università di Vienna, che frequentò dal 1901 al 1906, nel 1910 Merz ottenne una cattedra all'Istituto oceanografico (Institut für Meereskunde) di Berlino, dove poté dedicarsi all'esplorazione dei mari. A partire dal 1911, egli intraprese infatti viaggi di ricerca nell'Atlantico meridionale e in diversi mari europei, dal Mar Mediterraneo al Mare del Nord, affermandosi nel campo dell'oceanografia e della limnologia, introducendo e sviluppando nuove idee e strumenti d'osservazione. A Merz si deve, ad esempio, una parte dei moderni concetti relativi alla conformazione e alla distribuzione delle correnti oceaniche. Negli anni 1920 si dedicò alla preparazione della spedizione di esplorazione atlantica che salpò a bordo del Meteor, rimanendo in mare più di due anni, dal gennaio 1925 al giugno 1927, esplorando l'Atlantico meridionale tra l'equatore e l'Antartide e costituendo la più completa campagna oceanografica del tempo. Nonostante le sue cattive condizioni di salute, Merz accettò l'incarico di capo spedizione sul Meteor, ma morì nel corso dell'impresa, il 16 agosto 1925 a Buenos Aires, dove era stato ricoverato il 13 giugno precedente, lasciando il comando della spedizione a Fritz Spiess.

Rimpatriata, la salma fu sepolta nella sua città natale.

## Onorificenze
Eletto membro dell'Accademia Cesarea Leopoldina nel 1917, a Merz furono poi dedicati diversi toponimi, come la penisola Merz, una penisola situata sulla costa orientale della Terra di Palmer, in Antartide.